# ستيف أرغيويلز
ستيف أرغيويلز (بالإنجليزية: Steve Argüelles)‏ هو فنان إيقاعي ومنتج أسطوانات بريطاني، ولد في 16 نوفمبر 1963 في Crowborough ‏ في المملكة المتحدة.

## وصلات خارجية
- ستيف أرغيويلز على موقع ميوزك برينز (الإنجليزية)
- ستيف أرغيويلز على موقع أول ميوزيك (الإنجليزية)
- ستيف أرغيويلز على موقع ديسكوغز (الإنجليزية)